# 小幡行雄
小幡 行雄（おばた ゆきお、1928年〈昭和3年〉4月28日 - ）は日本の物理学者。元神奈川大学総合理学研究所教授、元日本原子力研究開発機構核融合工学部長。専門は磁性体、トカマク型核融合。 

## 来歴
- 東京大学卒業
- 東京大学久保亮五研究室所属
- 日本原子力研究開発機構
- 神奈川大学総合理学研究所教授

## 研究・受賞
- 論文『トカマク型核融合炉の概念設計と研究開発課題』　東稔達三,、小幡行雄